# Bassingbourn
Bassingbourn – wieś w Anglii, w Cambridgeshire, w dystrykcie South Cambridgeshire, w civil parish Bassingbourn cum Kneesworth. Leży 18,8 km od miasta Cambridge i 62,9 km od Londynu. W 2001 miejscowość liczyła 2462 mieszkańców. W 1961 roku civil parish liczyła 2509 mieszkańców. Bassingbourne jest wspomniana w Domesday Book (1086) jako Basingborne.